# Bugis Junction

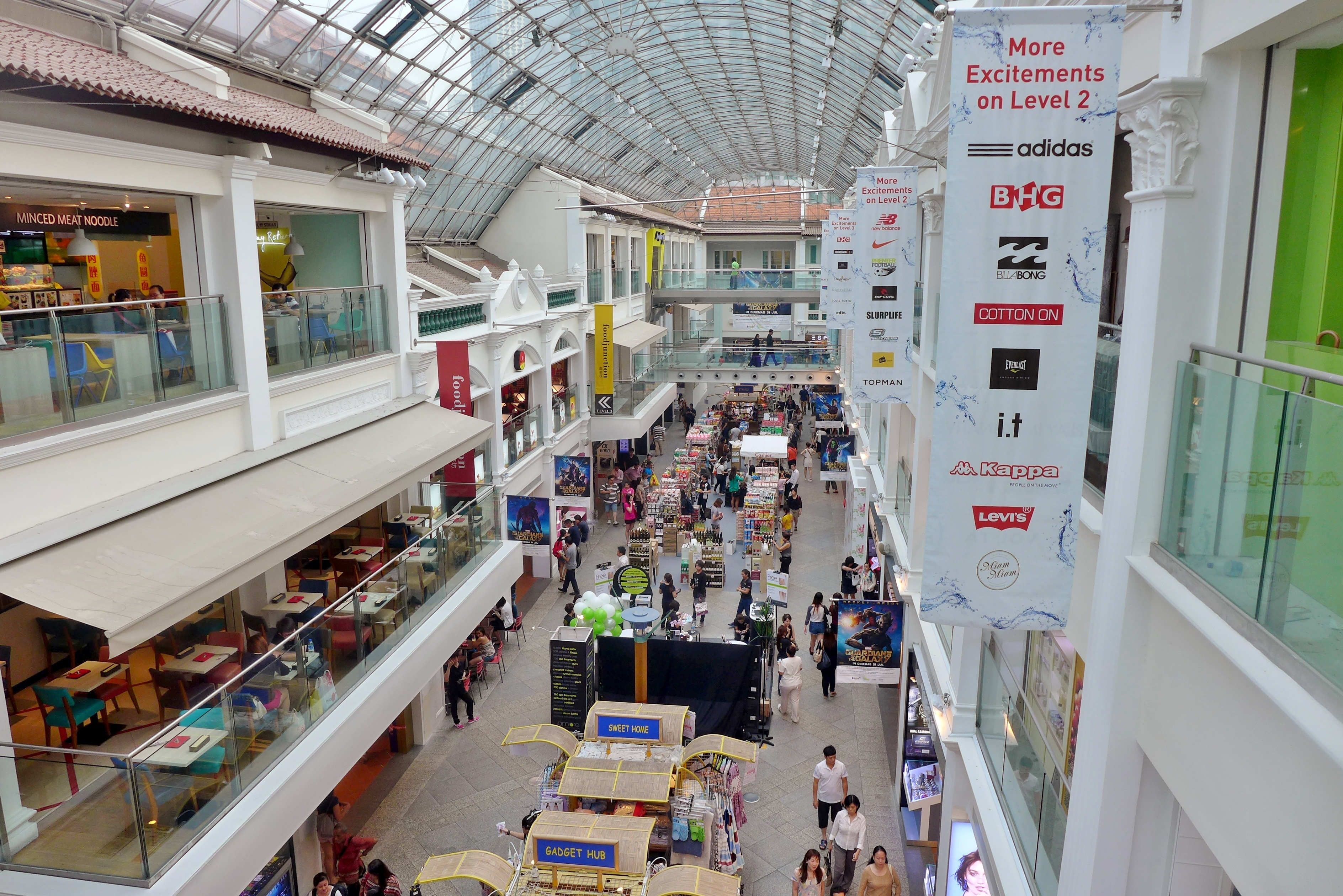
Bugis Junction

Bugis Junction, früher bekannt als Parco Bugis Junction, ist ein integriertes Projekt in der Victoria Street, Middle Road und North Bridge Road in Bugis, Downtown Core in Singapur. Die Entwicklung besteht aus einem Einkaufszentrum, einem Büroturm und dem InterContinental Singapore Hotel. Es ist mit der MRT-Station Bugis verbunden.

## Geschichte
Bugis Junction wurde von Parco Holdings entwickelt und im Juli 1995 als gemischte Entwicklung bestehend aus einem Einkaufszentrum, einem Büroturm und dem InterContinental Singapore Hotel fertiggestellt. Die Entwicklung beeinträchtigte auch 3 Blöcke erhaltener Vorkriegsgeschäftshäuser, die in die Entwicklung des Einkaufszentrums integriert wurden. Nach seiner Fertigstellung war es das erste glasüberdachte Einkaufszentrum in Singapur, das die 3 Straßen – Bugis Street, Malay Street und Hylam Street – verband.
Bugis Junction war damals eines der beliebtesten Einkaufszentren. Es verfügte über ein BHG-Kaufhaus und Four Leaves, darunter Food Junction, Challenger und Daiso. Darüber hinaus gibt es Geschäfte wie Pazzion, Skechers, Cotton On, Charles & Keith, 6IXTY8IGHT und Meyson Jewellery.
Nach dem Verkauf an CapitaLand im Jahr 2005 wurde Bugis Junction umfassend renoviert und der Mietermix aktualisiert, um den sich ändernden Trends gerecht zu werden. Im Jahr 2012 wurde das Einkaufszentrum über eine Brücke mit Bugis+ verbunden, einem neueren Einkaufszentrum auf der anderen Seite der Victoria Street, als Iluma in den Besitz von CapitaLand kam. Das Einkaufszentrum selbst wurde renoviert, beispielsweise wurde das Kino Shaw Theatres in ein Fitnessstudio und Restaurants umgebaut, und die Videospielhalle wurde 2016 durch ein Elektronik- und IT-Zentrum aus einer Hand ersetzt.

### Bugis+

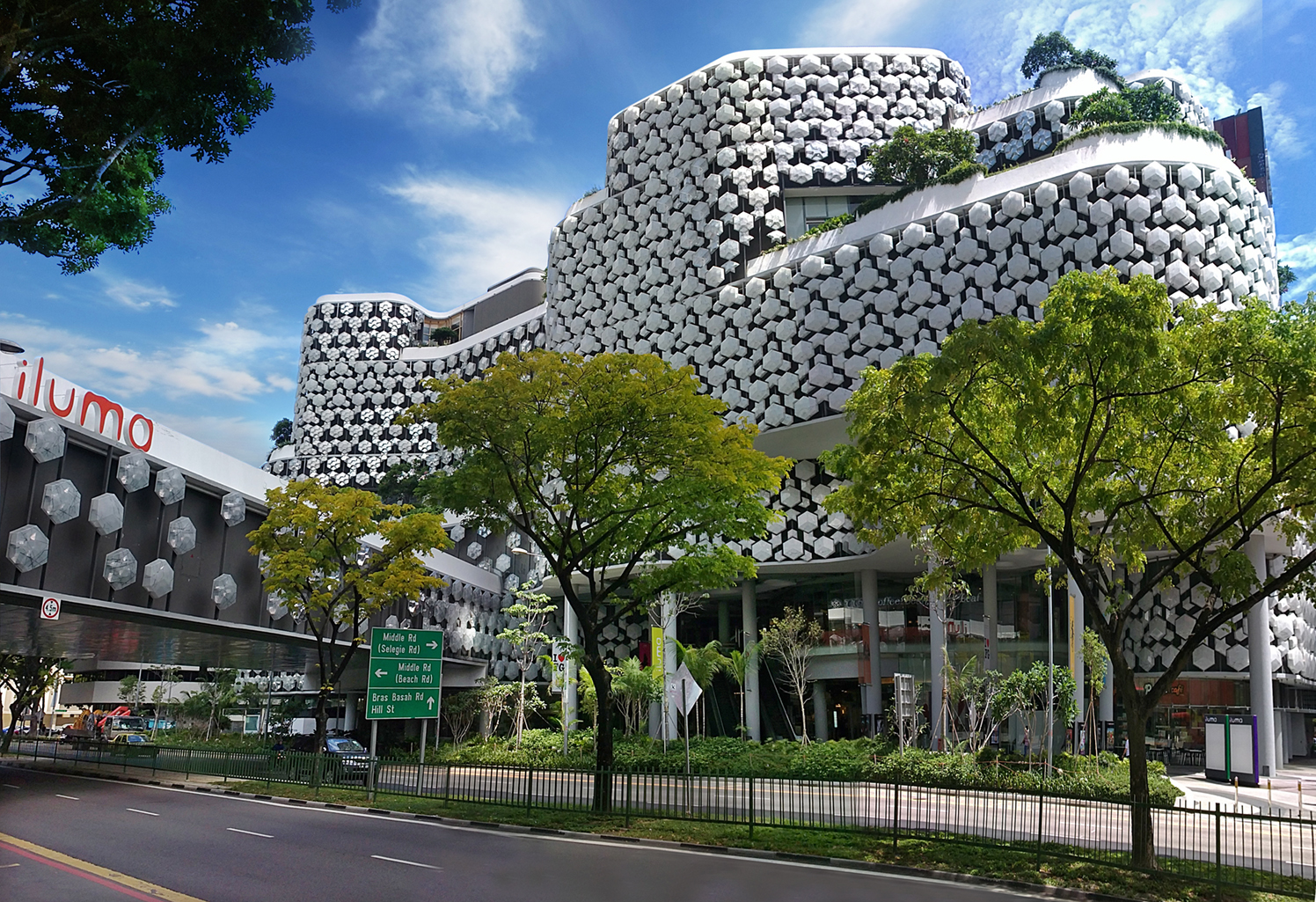
Bugis+

2009 wurde das nahegelegene Gebäude Iluma (heute Bugis+) eröffnet. Nach einigen Monaten beschwerten sich die Mieter jedoch über den Mangel an Gästen, obwohl es direkt neben der belebten Bugis Street liegt und nur ALICE, Rush, Trail und mehrere Geschäfte in der Nähe beherbergt. Obwohl die Demografie der Gegend weitgehend für jeden geeignet ist, gehen junge Leute auch zur Haji Lane, Bugis Junction, Bugis+ und Bugis Street, einschließlich einiger Teile wie der Nationalbibliothek.
2012 wurde das Einkaufszentrum in Bugis+ umbenannt. Zu den aktuellen Mietern zählen Filmgarde, Uniqlo, Cue Guru, The Editor’s Market, Bershka, PULL&BEAR, Sephora, TEMT, KOI Café und The Joyden Hall.